# Connarus portosegurensis
Connarus portosegurensis là một loài thực vật có hoa trong họ Connaraceae. Loài này được Forero mô tả khoa học đầu tiên năm 1980.